# Mostek (ort i Tjeckien, Hradec Králové)
Mostek är en ort i Tjeckien.   Den ligger i distriktet Okres Trutnov och regionen Hradec Králové, i den nordöstra delen av landet, 100 km öster om huvudstaden Prag. Mostek ligger 440 meter över havet och antalet invånare är 1 360.
Terrängen runt Mostek är platt åt nordost, men åt sydväst är den kuperad. Runt Mostek är det tätbefolkat, med 266 invånare per kvadratkilometer. Närmaste större samhälle är Trutnov, 17,4 km nordost om Mostek. I omgivningarna runt Mostek växer i huvudsak blandskog.